# Miguel Rojo Borbolla
 →
Miguel Rojo Borbolla (Madrid, 1874- Puertas (Cabrales), 1930) Fotógrafo asturiano. 

## Biografía
Su obra documenta la vida cabraliega, de donde eran oriundos sus padres, a comienzos del S.XX. Su familia se había enriquecido en México y Madrid, con lo que Rojo disfrutó de una vida desahogada. En 1889, sus padres lo enviaron, junto con su hermano Constantino, a visitar la Exposición Universal de París. De 1895 a 1895 estuvo matriculado en Derecho en la Universidad de Oviedo, donde tuvo profesores vinculados con la Institución Libre de Enseñanza, como Aniceto Sela, Fermín Canella y Adolfo Álvarez Buylla. Tuvo de compañero de curso a Ramón Pérez de Ayala. Tras sus estudios, viajó. En 1904, residiendo en Santander, comenzó a realizar fotografías.
En 2007, el Museo del Pueblo de Asturias orzanizó una Exposición Antológica de su obra: Miguel Rojo Borbolla. Fotografías de la vida campesina. Puertas de Cabrales 1904-1913. Sus fotografías retratan la vida campesina de Cabrales. El crítico Francisco Crabifosse ha señalado que: "documenta con rigor una realidad concreta y variable".